# Pseudodicranognathus motschulskyi
Pseudodicranognathus motschulskyi is een keversoort uit de familie Rhynchitidae. De wetenschappelijke naam van de soort is voor het eerst geldig gepubliceerd in 2001 door Legalov.